# 愛の滑走路'81
『愛の滑走路'81』は、1981年2月3日から1981年5月5日まで、TBS系列の火曜21時00分 - 21時55分（JST）に放送されたテレビドラマ。全14回。

## 概要
航空機のキャプテンを目指している主人公・大杉明を中心に、一年前に別れた妻・由香と息子との関係、そして明が出逢った記憶喪失の女（酒井）の運命を描きながら、夫婦、親子、家族、仲間たちの愛などの中にある、それらの人間性を追求したドラマ。

## キャスト
- 大杉明：竹脇無我
- 河合美奈子（真弓[1]）：酒井和歌子
- 由香：篠ひろ子
- 宏（由香の息子）：小磯勝弥
- 岡まゆみ
- 葛城：蟹江敬三
- 三上：森次晃嗣
- 好井ひとみ
- 松岡ふたみ
- 中丸忠雄
- さと子（由香の叔母）：文野朋子
- まさ江（明の母）：中北千枝子
- 西田刑事：小池朝雄

以下ゲスト
- 有吉ひとみ（第5話）
- 宮崎達也（第6話、第7話）
- 鷲尾真知子（第10話）
- 古田正志（第10話）

## テーマ曲
「秋のささやき　A Comme Amour」（演奏：リチャード・クレイダーマン）

## スタッフ
- 脚本：宮川一郎、上條逸雄、古田求
- 演出：森川時久、石山明信、池田義一
- 制作：東通

## サブタイトル
| 回数 | 放送日       | サブタイトル     | 脚本     | 演出     |
| ---- | ------------ | ---------------- | -------- | -------- |
| 1    | 1981年2月3日 | めぐり逢った女   | 宮川一郎 | 森川時久 |
| 2    | 2月10日      | 帰ってきた女     | 宮川一郎 | 森川時久 |
| 3    | 2月17日      | 過去のない女     | 宮川一郎 | 森川時久 |
| 4    | 2月24日      | しのびよる影     | 上條逸雄 | 石山明信 |
| 5    | 3月3日       | 危険な乗客       | 上條逸雄 | 石山明信 |
| 6    | 3月10日      | この子を殺すな   | 古田求   | 池田義一 |
| 7    | 3月17日      | 追いつめられて   | 古田求   | 池田義一 |
| 8    | 3月24日      | 過去を引裂く炎   | 上條逸雄 | 石山明信 |
| 9    | 3月31日      | あばかれた影     | 上條逸雄 | 石山明信 |
| 10   | 4月7日       | 翼は国境を越えて | 古田求   | 池田義一 |
| 11   | 4月14日      | 大空への試練     | 上條逸雄 | 石山明信 |
| 12   | 4月21日      | 乗りこんだ逃亡者 | 宮川一郎 | 石山明信 |
| 13   | 4月28日      | 炎の記憶         | 宮川一郎 | 池田義一 |
| 14   | 5月5日       | それぞれの旅立ち | 宮川一郎 | 池田義一 |